# Земельные гонки 1893 года

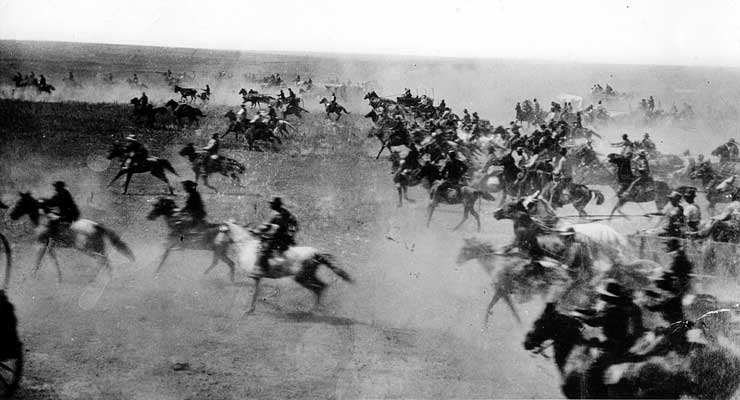
Земельные Гонки

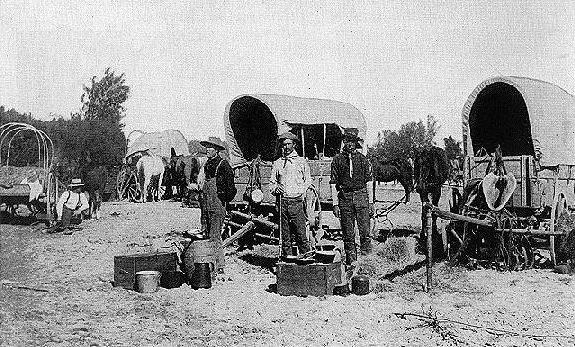
Поселенцы в Полосе Чероки (сентябрь 1893)

В полдень 16 сентября 1893 года начались крупнейшие Земельные Гонки в истории США. В них участвовали 100 тысяч человек, пытавшиеся получить за световой день в собственность более 6,5 млн акров (более 26000 км²) из так называемой Полосы Чероки в штате Оклахома. Эти земли были ранее приобретены правительством у племени чероки за 7 млн долларов. По Закону о гомстедах поселенцам предоставлялись 160 акров (0,65 км²) земли. Отделения Земельной конторы США были открыты в городках Алва, Инид, Перри, Вудуард.

## Созданные после гонок округа
Семь округов штата были названы сразу после проведения Гонок: Кей, Грант, Вудс, Вудуард, Гарфилд, Нобл, Пони. Ранее они именовались Округ с буквами K, L, M, N, O, P, Q соответственно. В 1907 году, после образования штата Оклахома, были созданы ещё 4, выделенные из округов Вудс, Кей и Вудуард: Алфалфа, Мейджор, Харпер, Эллис.

## Память
- Земельные Гонки 1893 года в Оклахоме года показаны в нескольких фильмах: Перекати-поле[англ.] (1925), «Симаррон» (1931), «Далеко-далеко» (1992).